# Grainville-sur-Odon
Grainville-sur-Odon település Franciaországban, Calvados megyében. Lakosainak száma 1078 fő (2022. január 1.). Grainville-sur-Odon Gavrus, Mondrainville, Tessel, Thue et Mue és Val d'Arry községekkel határos.

## Népesség
A település népességének változása:
| Lakosok száma | 226  | 674  | 779  | 998  | 928  | 1017 | 1037 | 1045 | 1049 | 1078 |
|               | 1968 | 1982 | 1990 | 2006 | 2013 | 2015 | 2017 | 2019 | 2020 | 2022 |